# کاستانیوله مونفراتو
کاستانیوله مونفراتو (به ایتالیایی: Castagnole Monferrato) یک کومونه در ایتالیا است که در استان آسته واقع شده‌است.

## خصوصیات
کاستانیوله مونفراتو ۱۷٫۳ کیلومترمربع مساحت و ۱٬۳۱۳ نفر جمعیت دارد و ۲۳۲ متر بالاتر از سطح دریا واقع شده‌است.